# Chersonez Taurydzki

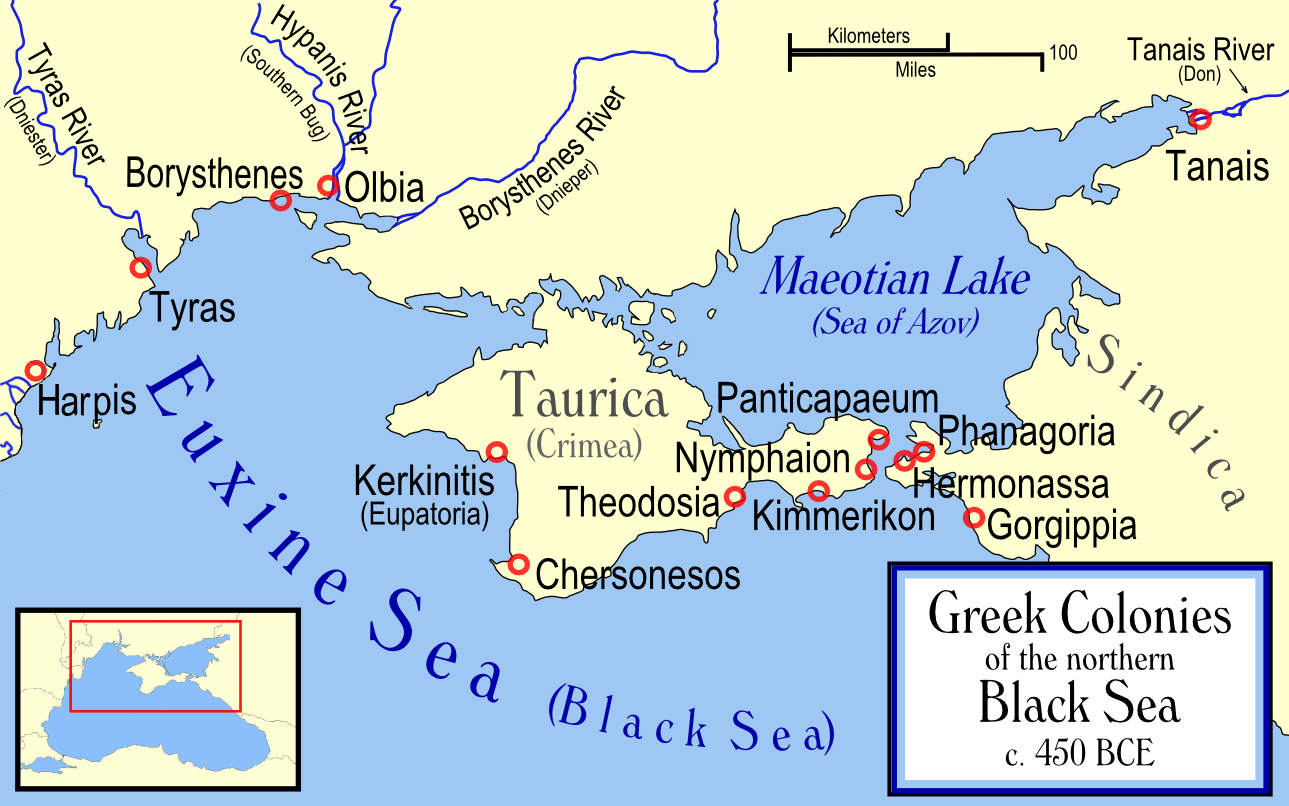
Chersonez Taurydzki i inne starożytne kolonie greckie północnego Nadczarnomorza

Chersonez Taurydzki (ukr. Херсоне́с Таврі́йський; dawniej ros. Korsuń; gr. Χερσόνησος, trb. Chersonesos) – antyczne miasto greckie na Krymie – kolonia Miletu, także starożytna nazwa całego Półwyspu Krymskiego. Miejsce przyjęcia chrztu w 988 przez księcia ruskiego Włodzimierza I Wielkiego, czyli symbolicznego chrztu Rusi. Ruiny miasta znajdują się obecnie w granicach administracyjnych Sewastopola.
Ruiny Chersonezu udostępnione są do zwiedzania jako duży rezerwat – muzeum archeologiczne. Jednym z czołowych inicjatorów badań Chersonezu oraz twórcą muzeum był polski archeolog Karol Kościuszko-Waluszyński. Od 2004 roku badania archeologiczne w południowej części Chersonezu prowadzą polscy archeolodzy z UAM. W 2013 roku obiekt został wpisany na listę światowego dziedzictwa UNESCO.

## Historia Chersonezu
Założony przez greckich kolonistów z Miletu w 528 p.n.e., w czasie wielkiej kolonizacji. Początkowo miał standardowy system demokratycznego rządzenia miastem przez wybieranych urzędników. Podstawą gospodarki było rolnictwo bazujące na okolicznych polach. Na przełomie V/IV wieku p.n.e. powstały pierwsze mury obronne dookoła ówczesnego miasta. W tym też czasie Chersonez z miasta-państwa przekształcił się w stolicę dość dużego państwa, obejmującego znaczną część zachodniego Krymu. Od połowy IV wieku p.n.e. miasto szybko się rozwijało i w III wieku p.n.e. osiągnęło swe maksymalne rozmiary, widoczne w przebiegu zachowanych do dziś murów. W II wieku p.n.e. zagrożenie ze strony Scytów, którzy opanowali większość Krymu, zmusiło Chersonez do prośby o pomoc, skierowanej do władcy Pontu, króla Mitrydatesa. Doprowadziło to do rozbicia Scytów, ale Chersonez wszedł w skład państwa pontyjskiego, choć zachował wewnętrzną autonomię i samorząd.
Po klęsce Mitrydatesa w wojnie z Rzymem, Chersonez stopniowo uzależniał się od imperium rzymskiego. W II wieku n.e. w mieście ustanowiono kontyngent wojsk rzymskich, podobnie jak i w innych miastach południowego Krymu. Rzymianie rozbudowali i unowocześnili fortyfikacje. W IV wieku Hunowie zajęli Krym, a Chersonez znacznie podupadł w związku z załamaniem gospodarczym, jednak nie został poważnie zniszczony. Pod koniec V wieku z inicjatywy i dzięki dotacjom cesarza bizantyjskiego Zenona odbudowano fortyfikacje miejskie, a miasto znów ożywiło się gospodarczo. Dobra koniunktura trwała i przy następnych cesarzach przez cały VI wiek.
W 711 w Chersonezie zaczął się bunt i wybrano cesarzem bizantyjskim oficera Filipikosa Bardanesa, który następnie przez dwa lata utrzymał się na tronie w Bizancjum. Aż do IX wieku miastem zarządzał lokalny samorząd, złożony z 40 obywateli. Jednak w IX wieku Chersonez ustanowiono siedzibą temu, a władzę objął strateg. W 988 na skutek zdrady Chersonez zdobyły wojska ruskie księcia Włodzimierza I, który jednak pod wpływem negocjacji zgodził się zwrócić miasto, a także według niektórych źródeł właśnie w Chersonezie przyjął chrześcijaństwo.
Upadek Chersonezu zaczął się w 1223 w związku ze spustoszeniem Krymu przez wojska mongolskie. W 1299 kolejnych spustoszeń dokonał wódz mongolski Nogaj, którego wojska zdobyły miasto. W połowie XII wieku miasto opanowali Genueńczycy, którzy od tej pory sprawowali tam rządy. W 1399 armia mongolska pod wodzą Edygeja spaliła Chersonez i wymordowała znaczną część ludności. Na ruinach grodu do około 1450 próbowano wznosić niewielkie osady, ale miasto się nie odrodziło i od 1450 teren był całkowicie niezasiedlony, a wkrótce potem ruiny zostały przysypane osadem.
W 1817 przypadkowo odkryto pierwsze ruiny Chersonezu. Od tego czasu do dziś cały obszar dawnego miasta jest intensywnie badany przez archeologów. W 1892, na bazie dotychczasowych odkryć, Karol Kościuszko-Waluszyński, polski archeolog badający Chersonez, ustanowił na terenie wykopalisk muzeum, istniejące nieprzerwanie do dziś. W latach sześćdziesiątych XIX wieku powstał w centrum Chersonezu klasztor prawosławny, a w pobliżu niego cerkiew pw. św. Włodzimierza. W latach dziewięćdziesiątych XIX wieku i na początku XX wieku powstały na terenie Chersonezu niewielkie budowle militarne – bateria artyleryjska oraz kazamaty.

## Zabytki
Na terenie Chersonezu wydzielono blisko 70 zabytkowych budowli lub kompleksów budowli. Oprócz tego drobne przedmioty i dzieła sztuki zgrupowano w dwóch muzeach, mieszczących się w dziewiętnastowiecznych budynkach klasztoru prawosławnego. W jednym jest muzeum antycznych zabytków Chersonezu, a w drugim muzeum wczesnośredniowiecznych zabytków z miasta. Do głównych zachowanych zabytków należą:

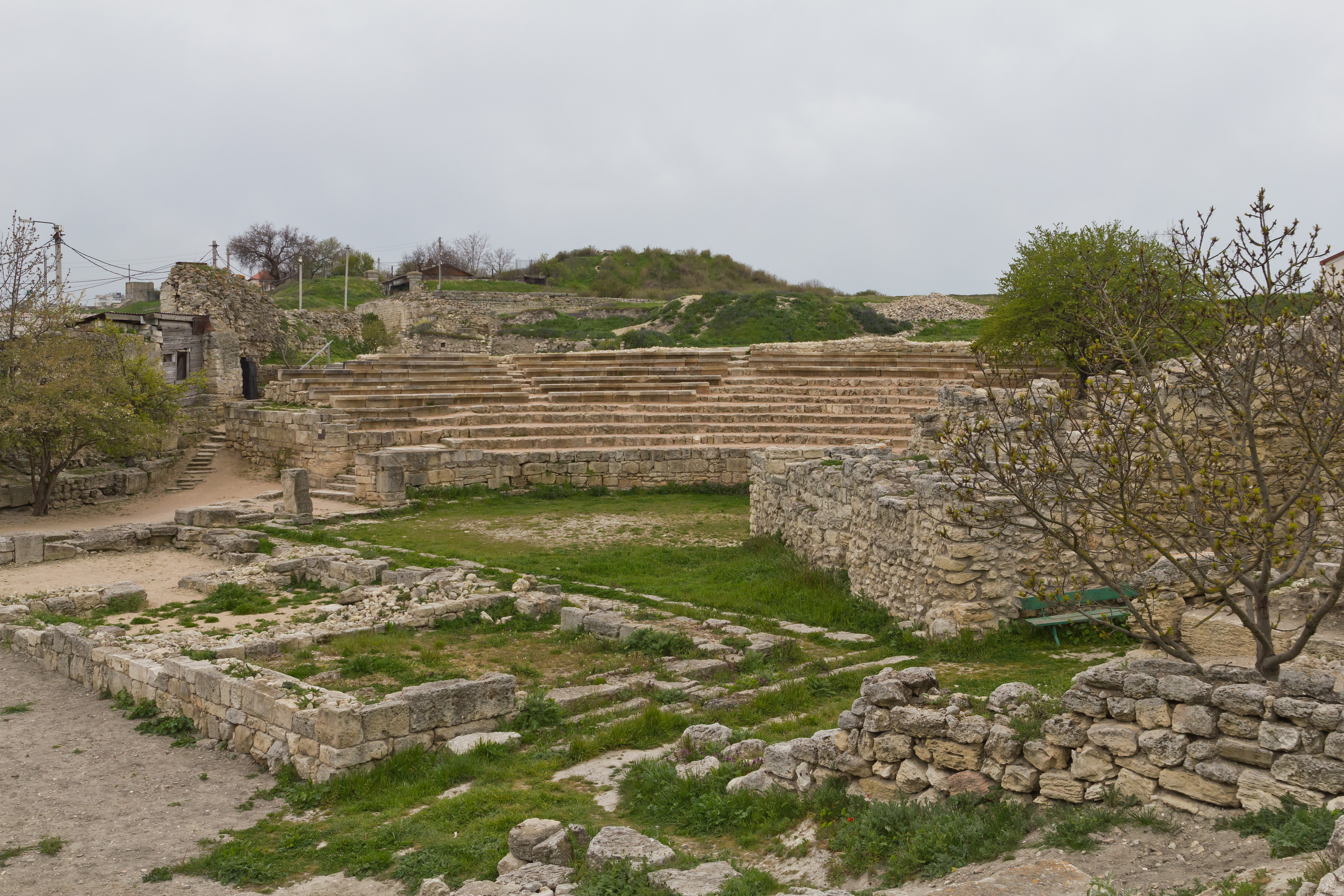
Pozostałości starożytnego teatru w Chersonezie Taurydzkim

- Teatr grecki na 2000 osób zbudowany w pierwszej połowie III wieku p.n.e. jako teatr grecki. W II lub III wieku n.e. przebudowano go na rzymski amfiteatr przeznaczony głównie do walk gladiatorów. W połowie IV wieku n.e. został zlikwidowany i częściowo wykorzystując jego konstrukcję, a częściowo zasypując zbudowano w tym miejscu szereg domów mieszkalnych oraz dwa kościoły chrześcijańskie. Przy odsłanianiu amfiteatru w czasie prac archeologicznych usunięto pozostałości zabudowy mieszkalnej spalonej w 1399, pozostawiając z niej tylko ruiny kościoła wbudowanego w amfiteatr.
- Bazylika 1935 – zbudowana w VI wieku n.e., prawdopodobnie na miejscu starszej synagogi, rozbudowywana i przebudowywana do XI wieku. Odkryta w 1935, czemu zawdzięcza nazwę. Oprócz zarysów i dolnych części ścian zachowały się liczne marmurowe kolumny i resztki dwóch portali, obecnie zrekonstruowane i osadzone w pierwotnym położeniu.
- Bazylika w bazylice – powstała w VI wieku n.e., przebudowana na mniejszy kościół w drugiej ćwiartce X wieku. W XI i XII wieku dobudowano do ścian mniejszej świątyni ciąg kramów kupieckich, a z drugiej strony kaplicę z grobowcem. Świątynię odkrył polski archeolog Karol Kościuszko-Waluszyński.
- Bazylika na wzgórzu – jedna z największych świątyń miasta, zbudowana w VI wieku n.e., zniszczona w czasie zdobywania Chersonezu przez księcia Włodzimierza w 989. Na przełomie X/XI w powstała w jej ruinach mniejsza świątynia.
- „Bazylika zachodnia” – zbudowana w VI wieku n.e. jako świątynia klasztoru żeńskiego, zniszczona w czasie zdobywania Chersonezu przez księcia Włodzimierza w 989.
- Cytadela rzymska – zespół bardzo dobrze zachowanych, potężnych umocnień rzymskich z II wieku n.e., bazujących częściowo na starszych konstrukcjach i znacząco powiększonych w czasach bizantyńskich, zwłaszcza za cesarza Zenona w V wieku n.e. Oprócz murów i baszt, w środku znajdują się pozostałości rzymskich koszar, budynków administracji i komendantury rzymskiej i bizantyjskiej oraz kościoła z XI wieku n.e. Większość kompleksu odkrył polski archeolog Karol Kościuszko-Waluszyński
- Bazylika Uwarowska – największy zespół świątynny dawnego Krymu, siedziba biskupa chersoneskiego, pochodząca z przełomu VI/VII wieku n.e. Nazwa pochodzi od odkrywcy kompleksu, księcia Uwarowa.
- Baptysterium z VI w n.e. największe w Chersonezie, przypuszczalne miejsce chrztu księcia Rusi Kijowskiej Włodzimierza.
- Bazylika Kruze – najstarsza chrześcijańska świątynia Chersonezu, zbudowana na resztkach wcześniejszej pogańskiej świątyni greckiej w V wieku n.e.
- Kilka kwartałów mieszkalnych wraz z kompletnie zachowanymi głębokimi cysternami na wodę, wino, zboże.

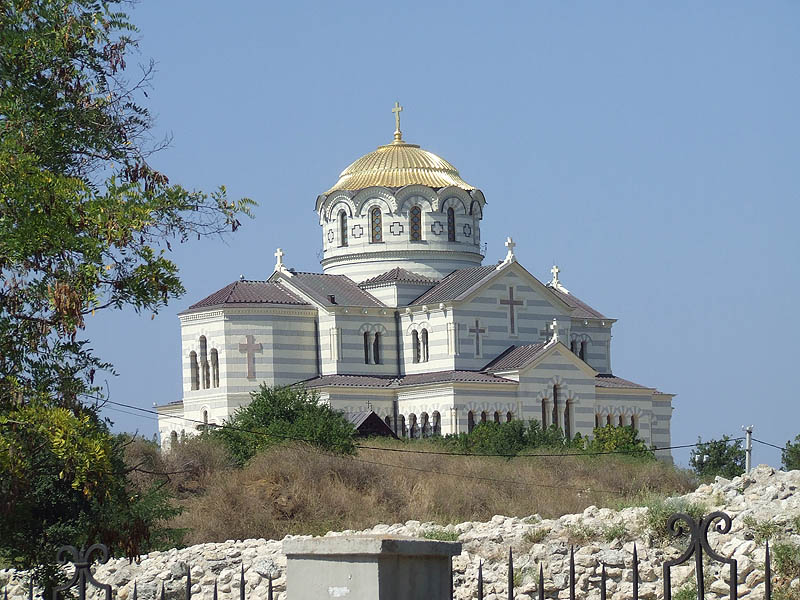
Sobór pw. św. Włodzimierza

- Dwupoziomowy sobór św. Włodzimierza zbudowany w okresie 1861–1892. Powstał na miejscu centralnego placu bizantyńskiego Chersonezu. 2 lutego 1923 odebrany Cerkwi i przekazany na potrzeby muzeum. Od 1929 w górnej cerkwi (bardziej reprezentacyjnej) znajdowała się ekspozycja muzealna poświęcona znaleziskom chersoneskim, a w dolnej cerkwi urządzono magazyn. W czasie II wojny światowej niemieckie wojska wysadziły część świątyni, która pozostawała od tej pory w stanie ruiny. W 1998 zwrócona Cerkwi, odbudowana i od 2001 czynne są obie cerkwie. W górnej cerkwi bardzo bogate zdobienia, marmurowy ikonostas, mozaiki podłogowe i liczne freski na ścianach. W dolnej cerkwi eksponowane są resztki starożytnej cerkwi chersoneskiej, wokół soboru zarysy lub resztki trzech kolejnych bizantyjskich świątyń.